# Banana Kong
 (novembre 2022).
Banana Kong est un jeu de parcours infini développé par Gamaga et édité par FDG Entertainment Co.KG pour Android et iOS,. Il est sorti sur mobile le 24 janvier 2013.

## Gameplay
Banana Kong a pour but d'incarner un gorille qui essaie de fuir un énorme tas de bananes mouvant. Le jeu est contrôlé en appuyant sur l'écran pour sauter. Il est possible de collecter des bananes sur le chemin ce qui permet de charger une barre de chargement. Lorsque cette barre de puissance est pleine, le personnage peut effectuer un "dash" en glissant son doigt vers la droite et ainsi distancer le tas de bananes et casser des obstacles. Le terrain principal est la jungle, mais d'autres zones sont accessibles par divers moyens. Ces zones comprennent la caverne, l'océan, la plage et la cime des arbres. Chaque zone comporte un animal avec des pouvoirs spécifiques qui peuvent aider le joueur. Il y a le toucan, le sanglier, la tortue, le serpent et la girafe. L'objectif est d'aller le plus loin en évitant tous les obstacles. Il y a aussi des missions qui peuvent être complétés lors d'une partie ou sur plusieurs.
L'application a été téléchargée par plus de 100 millions d'utilisateurs et a une note moyenne sur le Play Store de 4,4 étoiles sur 5.